# Atuell de Ciempozuelos
L'Atuell de Ciempozuelos és un recipient de ceràmica campaniforme realitzat a mà. Presenta una decoració exterior brunyida amb incisions en tot el contorn amb motius geomètrics, devent el seu color negre a la tècnica de cocció reductora. El seu nom a la forma de campana invertida tìpica és degut a la cultura del vas campaniforme. Va ser realitzat a la fi del tercer mil·lenni aC. en l'edat del bronze inicial de la península Ibèrica.
Aquesta peça forma part de la col·lecció de ceràmiques campaniformes del Museu Arqueològic Nacional d'Espanya a Madrid amb l'inventari número 32252

## Troballa
La peça apareix el maig de 1894 durant les obres de construcció de la carretera de Cuesta de la Reina a San Martín de la Vega (M-404), al municipi de Ciempozuelos (Madrid). És en extreure la terra per a l'aplanat quan apareixen una sèrie de restes humanes i atuells. Davant d'això, la Reial Acadèmia de la Història patrocina dues campanyes d'excavació d'urgència sota la direcció d'Antonio Vives. Possiblement procedissin aquestes troballes d'una necròpoli propera i que hi hagués un assentament segurament d'ús temporal d'un reduït grup de persones, queda per tant en dubte i sense precisar si els recipients trobats pertanyien a un parament domèstic o funerari.